# Lasioglossum rufopantex
Lasioglossum rufopantex är en biart som först beskrevs av Engel 2001.  Lasioglossum rufopantex ingår i släktet smalbin, och familjen vägbin. Inga underarter finns listade i Catalogue of Life.